# 睦洲鎮
睦洲鎮是廣東省江門市新會區下轄的一個鎮，總面積80平方公里，人口4.2萬。

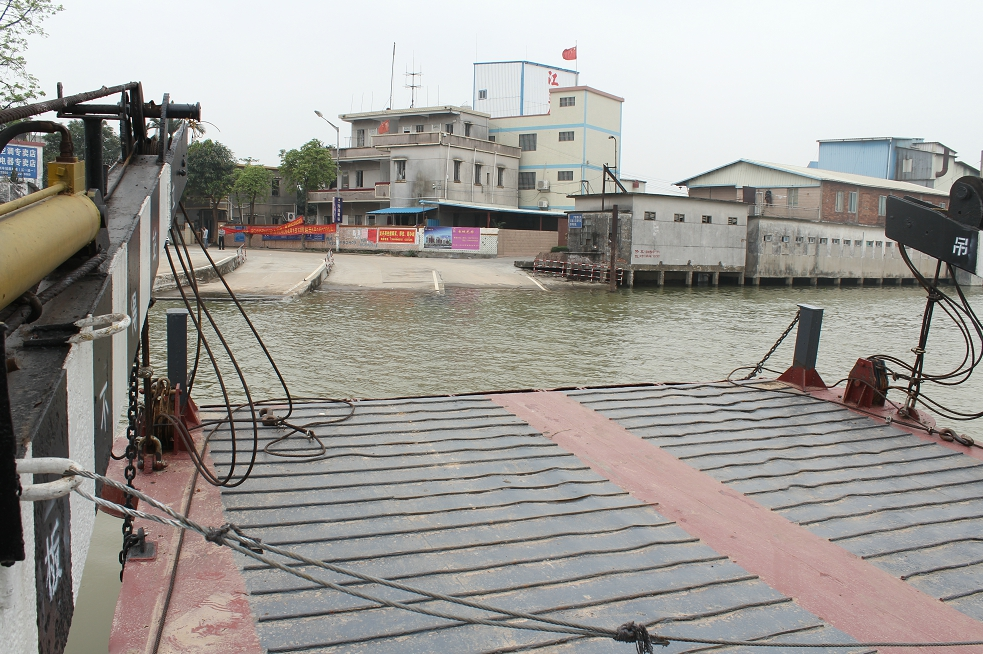
睦洲渡口

## 地理
睦洲鎮位於新会东部，东隔西江和大鳌镇相望，南与斗门区莲洲镇接壤，西与江海区礼乐街道和大广海湾经济区三江镇毗邻，北与江海区外海街道交界。地形北低南高，最高峰为吉仔公山，海拔170米。

## 歷史
睦洲之地古为浅海，南宋宝庆年间成陆，由十一个大小岛屿组成，居民和睦相处，故名“睦洲”。明、清時，睦洲屬潮居都管辖。1931年至1951年分属新会县第八区，1951年10月从第八区分出属第九区。1955年改名为睦洲区，1958年10月人民公社化，1961年，睦洲一分为四，大鳌、上横、西安分别成立人民公社，1984年恢复为睦洲区，1987年改为镇至今。
2018年9月展开建设吉仔公森林公园及石板沙湿地公园。
2019年，认定为广东省森林小镇。

## 行政區劃
睦洲鎮下辖以下村级行政区划单位
睦洲社区、牛古田村、南安村、东环沙村、东向村、睦洲村、梅大冲村、东成村、龙泉村、南镇村、石板沙村、莲子塘村、莲腰村、黄布村和新沙村。

## 旅遊
石板沙是西江中的一個沙洲，「沙」在嶺南地名的意思是由水流帶來的泥沙沉積而成的沙洲。近年來當地政府將石板沙發展成旅遊景點，保持原有的生態，興建和改善旅遊配套設施。石板沙的河鮮豐富，有黃沙蜆、黃魚和河蝦。岸邊有傳統的疍家風情水鄉，沙洲中間是廣闊的田野。石板沙是孤島，沒有橋樑接駁，因此要在大鰲鎮承搭渡船前往。另将鄰近的吉仔公山打造成旅遊景点。

## 交通

### 主要公路
- 江珠高速公路（205省道）
- 江珠公路（272省道）
- 新中公路（533縣道）

### 公共交通
巴士
- 212 中心南客運站↔睦洲車站
- W226 睦洲↔古井南朗
- W225 睦洲↔東南環
- 104 睦洲↔外海↔江門舊車站
- 114 睦洲↔禮東↔江門新車站
- W223 睦洲車站↔珠海蓮溪